# بايسيوس ليجاريدس
باييسيوس ليجريدس ( Παΐσιος Λιγαρίδης )، ولد بأسم بانتاليون ليجريدس ( Παντολέων Λιγαρίδης ؛ Ligaridus لاتينية عام 1610 - 1678) عالمًا أرثوذكسيًا يونانيًا وأسقفًا لكنيسة القدس. وبطريرك الإسكندرية للروم الأرثوذكس من 1657 الي 1678.
ولد في خيوس، وقام بتدريس الأدب واللاهوت في الكلية اليونانية في روما التي أسسها عام 1577 البابا غريغوريس الثالث عشر. كان في البداية مؤيدًا للمصالحة بين الأرثوذكس واللاهوت الكاثوليكي، لكنه عاد لاحقًا إلى الأرثوذكسية اليونانية وكتب ضد الكاثوليكية والكالفينية. ترك روما، ذهب إلى القسطنطينية، وبعد ذلك (1646) إلى تارغوفيت في والاشيا حيث أسس مدرسة يونانية. في عام 1651 سافر إلى فلسطين برفقة البطريرك بايسيوس بطريرك أورشليم، وأخذ عهودًا رهبانية واتخذ الاسم الرهباني بيسيوس. في عام 1652، حصل على المنصب الفخري لمدينة غزة من باييسيوس.
في عام 1655، كتب عن الميرون للقسطنطينية، روما الجديدة، وهي أول مجموعة شاملة من الكتب اليونانية النبوية التي تم إنتاجها في إشارة إلى سقوط القسطنطينية.  يُعرف باييسيوس ليجريدس بأنه بائع لصكوك الغفران، حيث باع هذه الصكوك في روسيا. 
عينه القيصر أليكس الأول رئيسًا لسينودس موسكو الكبير عام 1666. بعد عام 1666، كتب تقريرًا عن إدانة السينودس للبطريرك نيكون من موسكو في شكل مقال جدلي يدعم السلطة المطلقة للقيصر الروسي في الأمور اللاهوتية.  في عام 1678 استقال من منصبه بسبب تقدمه في السن.
وخلفه بارثينيوس الأول علي كرسي بطريرك الإسكندرية للروم الأرثوذكس.